# Eutelia gispa
Eutelia gispa är en fjärilsart som beskrevs av Holland. Eutelia gispa ingår i släktet Eutelia och familjen nattflyn. Inga underarter finns listade i Catalogue of Life.